# Ken Harris
Ken Harris (31 de julio de 1898-24 de marzo de 1982) fue un animador estadounidense que trabajó en varios estudios. 
Sus trabajos más conocidos son los que hizo bajo la dirección de Chuck Jones para Warner Bros. Cartoons; esta asociación comenzó en 1938 y duró hasta 1962. Después de que Jones dejara Warner, Harris trabajó con el animador Phil Monroe en dos cortometrajes animados antes que Warner Bros. cerrara su estudio de animación. En 1963, Harris trabajó brevemente para Hanna-Barbera, luego volvió con Jones en M-G-M por tres años. En los años 1970, trabajó en la versión animada de Cuento de Navidad y los créditos iniciales de El regreso de la pantera rosa.
En 1981 recibió el premio Winsor McCay, entregado por ASIFA-Hollywood a personas que han tenido una destacada carrera en la industria de la animación.